# Zemské volby na Moravě 1848
Zemské volby na Moravě 1848 byly volby konané v Moravském markrabství v květnu 1848. Byli jimi poprvé zvoleni poslanci nově ustaveného Moravského zemského sněmu coby zákonodárného sboru zemské samosprávy v rámci rodícího se ústavního systému Rakouského císařství. 

## Dobové souvislosti
Na jaře 1848 začalo v Rakousku revoluční dění. V jeho rámci se aktivizoval i dosavadní stavovský Moravský zemský sněm. Ještě během března se někteří moravští stavové obrátili na zemský výbor s požadavkem svolat zasedání sněmu, což nejvyšší státní kancléř Klemens Wenzel von Metternich potvrdil na 30. březen 1848. Tento poslední stavovský sněm pak zasedal až do 13. května. Zabýval se zásadními reformami a odsouhlasil rozšířené sněmovní zastoupení pro města, selský stav nebo pro zástupce univerzity. Zároveň 27. dubna 1848 odsouhlasil nový volební zákon, kterým se umožňovalo zvolení řádného nového zemského sněmu.

## Volby a složení sněmu
Volby probíhaly narychlo během dvou týdnů v druhé polovině května, po rozejití původního stavovského sněmu. Nový volený sněm se sešel poprvé 31. května 1848 a zasedal až do počátku roku 1849. 24. ledna 1849 byl odročen. Za tu dobu se konalo 130 schůzí.
Sněm měl celkem 268 členů. Zasedali na něm poslanci ve čtyřech kuriích:
- virilisté a majitelé panství a velkostatků a představení klášterů v držení velkostatků, kteří se byli ku sněmu přihlásili (58 poslanců) a dále poslanci korporací a měst v držení velkostatků (18 poslanců): dohromady 76 poslanců
- poslanci za vysoké školy olomoucké (celkem 5 poslanců)
- poslanci za města moravská (celkem 77 poslanců)
- poslanci za venkovské obce (celkem 103 poslanců)[1]

Fakticky ale nikdy všichni zvolení poslanci najednou na sněm nedorazili. V listopadu 1848 se uvádí počet poslanců slabě nad 200, fakticky jich na schůze přicházelo nejčastěji 130. Na zemském sněmu zasedali i tzv. náhradníci. To byly osoby, které si podle sněmovního usnesení z června 1848 vybírali sami poslanci.